# لیف ادلینگ
لیف ادلینگ (سوئدی: Leif Edling؛ زادهٔ ۶ اوت ۱۹۶۳)؛ موسیقیدان و ترانه‌سرای اهل سوئد است. او به عنوان ترانه‌سرای اصلی، نوازنده گیتار بیس، و یکی از اعضای مؤسس دوم متال سوئدی گروه کندل‌مس شناخته شده‌است. ادلینگ از سال ۱۹۷۹ میلادی تاکنون مشغول فعالیت بوده‌است. او تنها عضو ثابت گروه از آغاز تا به امروز است. در سال ۲۰۰۲ او یکی دیگر از گروه‌های دوم متال را به نام Krux تأسیس کرد.